# Puggy Pearson
Pour les articles homonymes, voir Pearson.
Walter Clyde Pearson (né le 29 janvier 1929 au Tennessee et mort le 12 avril 2006) était un joueur professionnel américain de poker qui a remporté les World Series of Poker en 1973 contre Johnny Moss.
Pearson entra dans le Poker Hall of Fame en 1987.

## Bracelets WSOP
| Année | Tournoi                                      | Prix (US$) |
| ----- | -------------------------------------------- | ---------- |
| 1971  | Limit Seven Card Stud                        | 10 000 $   |
| 1973  | 10 000 $ No Limit Hold'em World Championship | 130 000 $  |
| 1973  | 1 000 $ No Limit Hold'em                     | 17 000 $   |
| 1973  | 4 000 $ Limit Seven Card Stud                | 32 000 $   |